# دانیل اروزکو (بازیکن فوتبال)
دانیل اروزکو (انگلیسی: Daniel Orozco؛ زادهٔ ۱ فوریهٔ ۱۹۸۷) بازیکن فوتبال اهل اسپانیا است.
از باشگاه‌هایی که در آن بازی کرده‌است می‌توان به باشگاه فوتبال مالاگا و باشگاه فوتبال آستراس تریپولی اشاره کرد.